# Padang (Tapak Tuan)
Padang is een bestuurslaag in het regentschap Aceh Selatan van de provincie Atjeh, Indonesië. Padang telt 1079 inwoners (volkstelling 2010).